# Próba trawienia białka
Próba trawienia białka – jedna z prób czynnościowych trzustki. Osobie badanej podaje się żelatynę w ilości 1,3 grama na kilogram masy ciała, a następnie pobiera krew po godzinie i po 3 godzinach.
Stężenie aminokwasów w surowicy krwi powinno wzrosnąć odpowiednio:
- po pierwszej godzinie 3 do 4 miligramów na 100 mililitrów
- po trzech godzinach 7 do 8 miligramów na 100 mililitrów

Jednocześnie powinien zostać zaobserwowany wzrost wydalania hydroksyproliny w moczu, w ciągu pierwszej doby po próbie powinien on osiągnąć wartość 170-190 miligramów.
W przypadku uszkodzenia trzustki stężenie aminokwasów w surowicy spada, zależnie od stopnia ciężkości uszkodzenia, nawet poniżej 1 miligrama na 100 mililitrów (w przewlekłym zapaleniu trzustki, w mukowiscydozie), a wydalanie hydroksyproliny do poziomu 30-50 miligramów na dobę.